# 沙罗尔
沙罗尔（法語：Charols）是法国德龙省的一个市镇，属于尼永区（Nyons）马尔萨讷县（Marsanne）。该市镇总面积7.31平方公里，2009年时的人口为765人。

## 人口
沙罗尔人口变化图示